# Carrer dels Arcs (Santpedor)
El Carrer dels Arcs és una obra del municipi de Santpedor (Bages) inclosa en l'Inventari del Patrimoni Arquitectònic de Catalunya.

## Descripció
El carrer d'habitatges dins la vila fortificada de Santpedor. Es tracta d'un carrer estret de cases entre mitgeres de dos o tres pisos d'alt i amb un arc respectivament d'entrada i de sortida així com un arc al mig del carrer. Aquests arcs que per altra part donen nom al carrer, no són part d'antigues portes d'accés a la vila sinó que constitueixen ampliacions dels habitatges d'aquest carrer en un moment (segle xviii) en que l'espai urbà de recinte murallat de Santpedor deuria estar força saturat. Els edificis conserven part dels murs originals (pedra i morter) altres són nous (de maó i totxo)i pintats de colors poc adients amb l'entorn.

## Història
La vila de Santpedor va néixer a redós de l'església de Sant Pere la qual té documentada la sagrera l'any 1081. El 1192 és documentada la carta de Franqueses atorgada a la vaila pel rei Alfons I, vila que tindria dret a mercat setmanal, fira anual, forn i justícia. Al segle xiii la vila va conèixer un gran creixement (en són documentats els valls i forces carrers) El creixement queda confirmat al segle xiv i aleshores es deurien construir les noves muralles que fortificaren definitivament la vila i li donaren l'estructura urbana que avui té, almenys en el seu nucli més antic, dins la muralla. Al segle xviii i XIV i fins i tot durant els primers ants del segle XX la vila conserva el seu marc orbà dins el clos de la muralla.